# Transports en commun de Maubeuge
Stibus est le nom commercial du réseau de transports en commun du Syndicat mixte des transports urbains de la Sambre (le SMTUS), desservant l'ensemble des communes de la communauté d'agglomération Maubeuge Val de Sambre ainsi que les communes d'Hargnies et de La Longueville dans le département du Nord en région Hauts-de-France, ainsi que la commune d'Erquelinnes en Belgique.
En janvier 2024, le réseau est composé de 10 lignes régulières circulant du lundi au samedi, d'une ligne internationale, de 4 lignes dominicales et de 4 navettes de centre-ville baptisées « Citadine ».

## Historique
Le réseau est créé en 1979 par le Syndicat Intercommunal du Bassin de la Sambre (SIBS) regroupant dix-neufs communes des environs de Maubeuge, l'exploitation du réseau est déléguée à une société d'économie mixte locale (SEM), la Société d'économie mixte des transports intercommunaux du bassin de la Sambre (SEMITIB).
En 1995, le SIBS devient le Syndicat Intercommunal du Val de Sambre (SIVS), puis Syndicat Mixte du Val de Sambre (SMVS) en 2000.

### BusWay

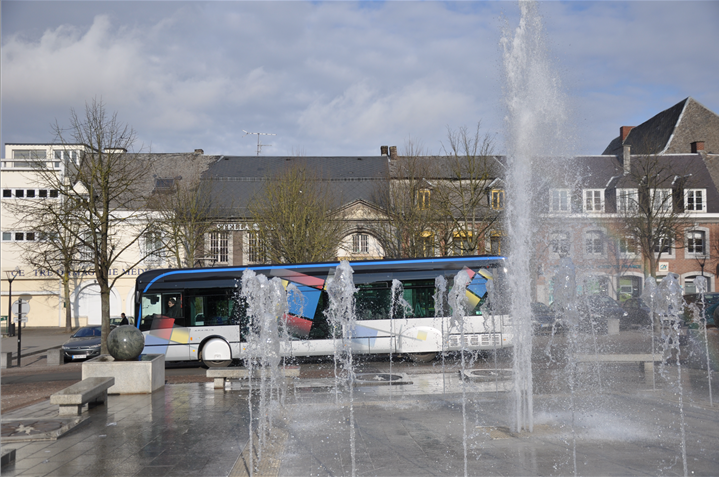
Un BusWay à Hautmont.

Le projet Viavil prévoit la création d'un site propre d'une longueur de 8 km entre la polyclinique du parc à Maubeuge et la zone commerciale de Louvroil pour un montant total de 68 millions d'euros. Les travaux se déroulent entre 2006 et 2008. Le 12 décembre 2008, le « BusWay » est inauguré. Le « BusWay » est une ligne de bus à haut niveau de service (BHNS) reliant Hautmont à Jeumont en empruntant le site propre du projet Viavil et offrant une fréquence attractive sur sa portion centrale entre Maubeuge et Hautmont. Cette ligne est exploitée à l'aide 20 bus du type Crealis du constructeur Irisbus. Le réseau est restructuré à cette même date.
Le 1er avril 2012, la SEMITIB devient une société publique locale, elle prend ainsi le nom de « Société publique locale des transports intercommunaux de Sambre-Avesnois » (SPLTISA).
En 2013, le SMVS devient un syndicat mixte à vocation unique et est transformé en « Syndicat mixte des transports urbains de la Sambre » (SMTUS).
Le 1er janvier 2018, le réseau est restructuré. Quatre lignes structurantes (lignes A à D) sont créées et quelques lignes secondaires sont modifiées. Cette restructuration s'accompagne par l'extension du service de transport à la demande à certaines communes.
En janvier 2024, le SMTUS devient « Sambre Mobilités ».

## Organisateurs du réseau

### Autorité organisatrice
L’autorité organisatrice de la mobilité (AOM) est le syndicat mixte Sambre mobilités.

### Exploitant
L’exploitation du réseau est assurée par la SPL TISA dans le cadre d’un contrat d’obligations de service public.

## Le réseau

### Les lignes

#### Lignes régulières
Le réseau est composé de 10 lignes régulières fonctionnant du lundi au samedi. La ligne A emprunte le site propre du projet Viavil.
| Ligne | Caractéristiques | Caractéristiques | Caractéristiques | Caractéristiques | Caractéristiques | Caractéristiques | Caractéristiques | Caractéristiques | Caractéristiques |
| A     | Hautmont – Piscine / Hautmont – Queue du Bois ⥋ Maubeuge – Polyclinique du Parc – Centre Hospitalier / Jeumont – Camp Turc / Erquelinnes – Gare SNCB | Hautmont – Piscine / Hautmont – Queue du Bois ⥋ Maubeuge – Polyclinique du Parc – Centre Hospitalier / Jeumont – Camp Turc / Erquelinnes – Gare SNCB | Hautmont – Piscine / Hautmont – Queue du Bois ⥋ Maubeuge – Polyclinique du Parc – Centre Hospitalier / Jeumont – Camp Turc / Erquelinnes – Gare SNCB | Hautmont – Piscine / Hautmont – Queue du Bois ⥋ Maubeuge – Polyclinique du Parc – Centre Hospitalier / Jeumont – Camp Turc / Erquelinnes – Gare SNCB | Hautmont – Piscine / Hautmont – Queue du Bois ⥋ Maubeuge – Polyclinique du Parc – Centre Hospitalier / Jeumont – Camp Turc / Erquelinnes – Gare SNCB | Hautmont – Piscine / Hautmont – Queue du Bois ⥋ Maubeuge – Polyclinique du Parc – Centre Hospitalier / Jeumont – Camp Turc / Erquelinnes – Gare SNCB | Hautmont – Piscine / Hautmont – Queue du Bois ⥋ Maubeuge – Polyclinique du Parc – Centre Hospitalier / Jeumont – Camp Turc / Erquelinnes – Gare SNCB | Hautmont – Piscine / Hautmont – Queue du Bois ⥋ Maubeuge – Polyclinique du Parc – Centre Hospitalier / Jeumont – Camp Turc / Erquelinnes – Gare SNCB | Hautmont – Piscine / Hautmont – Queue du Bois ⥋ Maubeuge – Polyclinique du Parc – Centre Hospitalier / Jeumont – Camp Turc / Erquelinnes – Gare SNCB |
| ----- | --- | --- | --- | --- | --- | --- | --- | --- | --- |
| A     | Ouverture / Fermeture 1er janvier 2018 / — | Longueur — | Durée 60-70 min | Nb. d’arrêts 59 | Matériel Crealis 12 Crealis 18 Crealis Neo 12 Crealis Neo 18 Urbanway 12 BHNS Urbanway 18 BHNS                                                       | Jours de fonctionnement L, Ma, Me, J, V, S | Jour / Soir / Nuit / Fêtes O / N / N / N | Voy. / an — | Exploitant SPLTISA |
| A     | Desserte : - Communes : Hautmont – Louvroil – Maubeuge – Assevent – Boussois – Marpent – Jeumont – Erquelinnes ( Belgique) - Principaux lieux desservis : Hôtel de ville d'Hautmont, Cimetière d'Hautmont, Zone commerciale d'Hautmont-Louvroil, Centre commercial Val de Sambre, Lac de Paradis, Stade Leclerc, Quartier de Sous-le-Bois, Gare de Louvroil, Lycée André Lurçat, Gare de Maubeuge, Centre-ville de Maubeuge, Lycée Pierre Forest, Université polytechnique Hauts-de-France - Site de Maubeuge, Collège Guillaume Budé, Centre hospitalier de Maubeuge, Polyclinique du Parc, Centre pénitentiaire de Maubeuge, Mairie d'Assevent, Mairie de Boussois, Mairie de Marpent, Gare de Jeumont, Mairie de Jeumont, Collège Charles de Gaulle, Gare d'Erquelinnes.     | | | | | | | | |
| A     | Autre : - Amplitude horaire et fréquence : - du lundi au vendredi en période scolaire : de 5 h 55 à 20 h 55 avec un passage toutes les 10 minutes en heures de pointe sur le tronc commun et toutes les 15 minutes en heures creuses sur le tronc commun. - samedis et du lundi au vendredi durant les vacances scolaires : de 5 h 50 à 20 h 30 avec un passage toutes les 20 minutes sur le tronc commun. - Particularités : - La desserte d'Erquelinnes ne s'effectue que quelques fois par jour. - Date de dernière mise à jour : 31 décembre 2023. | | | | | | | | |
| A     | Dernière actualisation : — | | | | | | | | |
| B     | Maubeuge – Polyclinique Val de Sambre ⥋ Louvroil – Centre Commercial | Maubeuge – Polyclinique Val de Sambre ⥋ Louvroil – Centre Commercial                                                                                 | Maubeuge – Polyclinique Val de Sambre ⥋ Louvroil – Centre Commercial                                                                                 | Maubeuge – Polyclinique Val de Sambre ⥋ Louvroil – Centre Commercial                                                                                 | Maubeuge – Polyclinique Val de Sambre ⥋ Louvroil – Centre Commercial                                                                                 | Maubeuge – Polyclinique Val de Sambre ⥋ Louvroil – Centre Commercial                                                                                 | Maubeuge – Polyclinique Val de Sambre ⥋ Louvroil – Centre Commercial                                                                                 | Maubeuge – Polyclinique Val de Sambre ⥋ Louvroil – Centre Commercial                                                                                 | Maubeuge – Polyclinique Val de Sambre ⥋ Louvroil – Centre Commercial                                                                                 |
| B     | Ouverture / Fermeture 1er janvier 2018 / — | Longueur — | Durée 45 min | Nb. d’arrêts 32 | Matériel Crealis 12 Crealis 18 Crealis Neo 12 Crealis Neo 18 Urbanway 12 BHNS Urbanway 18 BHNS                                                       | Jours de fonctionnement L, Ma, Me, J, V, S | Jour / Soir / Nuit / Fêtes O / N / N / N | Voy. / an — | Exploitant SPLTISA |
| B     | Desserte : - Communes : Maubeuge – Neuf-Mesnil – Hautmont – Louvroil - Principaux lieux desservis : Polyclinique Val de Sambre, Collège Jules Verne, Centre-ville de Maubeuge, Hôtel de ville de Maubeuge, Zoo de Maubeuge, Gare de Maubeuge, Lycée André Lurçat, Gare de Louvroil, Quartier de Sous-le-Bois, Gare de Sous-le-Bois, Centre hospitalier d'Hautmont, Hôtel de ville d'Hautmont, Zone commerciale d'Hautmont-Louvroil, Centre commercial du Val de Sambre. | | | | | | | | |
| B     | Autre : - Amplitude horaire et fréquence : - du lundi au samedi : de 6 h 35 à 20 h 0 avec un passage toutes les 30 minutes. - Date de dernière mise à jour : 31 décembre 2023. | | | | | | | | |
| B     | Dernière actualisation : — | | | | | | | | |
| C     | Maubeuge – Épinette ⥋ Louvroil – Centre Commercial | Maubeuge – Épinette ⥋ Louvroil – Centre Commercial                                                                                                   | Maubeuge – Épinette ⥋ Louvroil – Centre Commercial                                                                                                   | Maubeuge – Épinette ⥋ Louvroil – Centre Commercial                                                                                                   | Maubeuge – Épinette ⥋ Louvroil – Centre Commercial                                                                                                   | Maubeuge – Épinette ⥋ Louvroil – Centre Commercial                                                                                                   | Maubeuge – Épinette ⥋ Louvroil – Centre Commercial                                                                                                   | Maubeuge – Épinette ⥋ Louvroil – Centre Commercial                                                                                                   | Maubeuge – Épinette ⥋ Louvroil – Centre Commercial                                                                                                   |
| C     | Ouverture / Fermeture 1er janvier 2018 / — | Longueur — | Durée 30-35 min | Nb. d’arrêts 26 | Matériel Crealis 12 Crealis 18 Crealis Neo 12 Crealis Neo 18 Urbanway 12 BHNS Urbanway 18 BHNS                                                       | Jours de fonctionnement L, Ma, Me, J, V, S | Jour / Soir / Nuit / Fêtes O / N / N / N | Voy. / an — | Exploitant SPLTISA |
| C     | Desserte : - Communes : Maubeuge – Louvroil - Principaux lieux desservis : Collège Jules Verne, Zone d'activités de la Petite Savate, Gare de Maubeuge, Mairie de Louvroil, Collège Jacques Brel, Lac du Paradis, Zone commerciale d'Hautmont-Louvroil, Centre commercial du Val de Sambre. | | | | | | | | |
| C     | Autre : - Amplitude horaire et fréquence : - du lundi au samedi : de 6 h 30 à 19 h 50 avec un passage toutes les 45 minutes. - Date de dernière mise à jour : 31 décembre 2023. | | | | | | | | |
| C     | Dernière actualisation : — | | | | | | | | |
| D     | Maubeuge – Lycée Pierre Forest ⥋ Hautmont – Zone Commerciale | Maubeuge – Lycée Pierre Forest ⥋ Hautmont – Zone Commerciale                                                                                         | Maubeuge – Lycée Pierre Forest ⥋ Hautmont – Zone Commerciale                                                                                         | Maubeuge – Lycée Pierre Forest ⥋ Hautmont – Zone Commerciale                                                                                         | Maubeuge – Lycée Pierre Forest ⥋ Hautmont – Zone Commerciale                                                                                         | Maubeuge – Lycée Pierre Forest ⥋ Hautmont – Zone Commerciale                                                                                         | Maubeuge – Lycée Pierre Forest ⥋ Hautmont – Zone Commerciale                                                                                         | Maubeuge – Lycée Pierre Forest ⥋ Hautmont – Zone Commerciale                                                                                         | Maubeuge – Lycée Pierre Forest ⥋ Hautmont – Zone Commerciale                                                                                         |
| D     | Ouverture / Fermeture 1er janvier 2018 / — | Longueur — | Durée 40 min | Nb. d’arrêts 29 | Matériel Crealis 12 Crealis 18 Crealis Neo 12 Crealis Neo 18 Urbanway 12 BHNS Urbanway 18 BHNS                                                       | Jours de fonctionnement L, Ma, Me, J, V, S | Jour / Soir / Nuit / Fêtes O / N / N / N | Voy. / an — | Exploitant SPLTISA |
| D     | Desserte : - Communes : Maubeuge – Feignies – Neuf-Mesnil – Hautmont - Principaux lieux desservis : Lycée Pierre Forest, Université polytechnique Hauts-de-France - Site de Maubeuge, Gare de Maubeuge, Stade Léo Lagrange, Quartier de Douzies, Usine Renault de Maubeuge, Zone industrielle Grévaux, Mairie de Neuf-Mesnil, Centre hospitalier d'Hautmont, Hôtel de ville d'Hautmont, Cimetière d'Hautmont, Zone commerciale d'Hautmont-Louvroil. | | | | | | | | |
| D     | Autre : - Amplitude horaire et fréquence : - du lundi au samedi : de 6 h 20 à 19 h 40 avec un passage toutes les 60 minutes. - Date de dernière mise à jour : 31 décembre 2023. | | | | | | | | |
| D     | Dernière actualisation : — | | | | | | | | |
| 10    | Feignies – Léon Constant ⥋ Ferrière-la-Petite – Mairie / Obrechies – Moulin / Rousies – Mairie | Feignies – Léon Constant ⥋ Ferrière-la-Petite – Mairie / Obrechies – Moulin / Rousies – Mairie                                                       | Feignies – Léon Constant ⥋ Ferrière-la-Petite – Mairie / Obrechies – Moulin / Rousies – Mairie                                                       | Feignies – Léon Constant ⥋ Ferrière-la-Petite – Mairie / Obrechies – Moulin / Rousies – Mairie                                                       | Feignies – Léon Constant ⥋ Ferrière-la-Petite – Mairie / Obrechies – Moulin / Rousies – Mairie                                                       | Feignies – Léon Constant ⥋ Ferrière-la-Petite – Mairie / Obrechies – Moulin / Rousies – Mairie                                                       | Feignies – Léon Constant ⥋ Ferrière-la-Petite – Mairie / Obrechies – Moulin / Rousies – Mairie                                                       | Feignies – Léon Constant ⥋ Ferrière-la-Petite – Mairie / Obrechies – Moulin / Rousies – Mairie                                                       | Feignies – Léon Constant ⥋ Ferrière-la-Petite – Mairie / Obrechies – Moulin / Rousies – Mairie                                                       |
| 10    | Ouverture / Fermeture 1er janvier 2018 / — | Longueur — | Durée 60-70 min | Nb. d’arrêts 59 | Matériel Crealis 12 Crealis Neo 12 Urbanway 12 BHNS                                                                                                  | Jours de fonctionnement L, Ma, Me, J, V, S | Jour / Soir / Nuit / Fêtes O / N / N / N | Voy. / an — | Exploitant SPLTISA |
| 10    | Desserte : - Communes : Feignies – Maubeuge – Rousies – Ferrière-la-Grande – Ferrière-la-Petite – Obrechies - Principaux lieux desservis : Mairie de Feignies, Collège Jean Zay, Musée du Fort de Leveau, Collège Jules Verne, Cimetière de Maubeuge centre, Centre-ville de Maubeuge, Hôtel de ville de Maubeuge, Zoo de Maubeuge, Gare de Maubeuge, Mairie de Ferrière-la-Grande, Collège Lavoisier, Mairie de Rousies, Mairie de Ferrière-la-Petite, Mairie d'Obrechies. | | | | | | | | |
| 10    | Autre : - Amplitude horaire et fréquence : - du lundi au vendredi en période scolaire : de 5 h 40 à 19 h 55 avec un passage toutes les 60 minutes. - samedis et du lundi au vendredi durant les vacances scolaires : de 5 h 45 à 20 h 0 avec un passage toutes les 60 à 75 minutes. - Particularités : - La desserte de Rousies n'est effectuée que quelques fois par jour. - La desserte d'Obrechies et des arrêts Parking Lavoisier, Collège Lavoisier et LEP Rolland n'est effectuée que quelques fois par jour uniquement du lundi au vendredi en période scolaire. - Date de dernière mise à jour : 31 décembre 2023. | | | | | | | | |
| 10    | Dernière actualisation : — | | | | | | | | |
| 21    | Berlaimont – Vert Dragon ⥋ Louvroil – Prés d'Herminy / Maubeuge – Pôle Gare / Maubeuge – Polyclinique du Parc – Centre Hospitalier | Berlaimont – Vert Dragon ⥋ Louvroil – Prés d'Herminy / Maubeuge – Pôle Gare / Maubeuge – Polyclinique du Parc – Centre Hospitalier                   | Berlaimont – Vert Dragon ⥋ Louvroil – Prés d'Herminy / Maubeuge – Pôle Gare / Maubeuge – Polyclinique du Parc – Centre Hospitalier                   | Berlaimont – Vert Dragon ⥋ Louvroil – Prés d'Herminy / Maubeuge – Pôle Gare / Maubeuge – Polyclinique du Parc – Centre Hospitalier                   | Berlaimont – Vert Dragon ⥋ Louvroil – Prés d'Herminy / Maubeuge – Pôle Gare / Maubeuge – Polyclinique du Parc – Centre Hospitalier                   | Berlaimont – Vert Dragon ⥋ Louvroil – Prés d'Herminy / Maubeuge – Pôle Gare / Maubeuge – Polyclinique du Parc – Centre Hospitalier                   | Berlaimont – Vert Dragon ⥋ Louvroil – Prés d'Herminy / Maubeuge – Pôle Gare / Maubeuge – Polyclinique du Parc – Centre Hospitalier                   | Berlaimont – Vert Dragon ⥋ Louvroil – Prés d'Herminy / Maubeuge – Pôle Gare / Maubeuge – Polyclinique du Parc – Centre Hospitalier                   | Berlaimont – Vert Dragon ⥋ Louvroil – Prés d'Herminy / Maubeuge – Pôle Gare / Maubeuge – Polyclinique du Parc – Centre Hospitalier                   |
| 21    | Ouverture / Fermeture — / — | Longueur — | Durée 40-60 min | Nb. d’arrêts 52 | Matériel Crealis 12 Crealis Neo 12 Urbanway 12 BHNS                                                                                                  | Jours de fonctionnement L, Ma, Me, J, V, S | Jour / Soir / Nuit / Fêtes O / N / N / N | Voy. / an — | Exploitant SPLTISA |
| 21    | Desserte : - Communes : Berlaimont – Aulnoye-Aymeries – Bachant – Saint-Remy-du-Nord – Hautmont – Louvroil – Maubeuge - Principaux lieux desservis : Collèges Gilles de Chin, Cimetière de Berlaimont, Mairie de Berlaimont, Hôtel de ville d'Aulnoye-Aymeries, Collège Félix Del-Marle, Lycée professionnel Pierre et Marie Curie, Gare d'Aulnoye-Aymeries, Mairie de Bachant, Mairie de Saint-Remy-du-Nord, Hôtel de ville d'Hautmont, Zone commerciale d'Hautmont-Louvroil, Centre commercial du Val de Sambre, Lac du Paradis, Mairie de Louvroil, Gare de Maubeuge, Centre-ville de Maubeuge, Lycée Pierre Forest, Université polytechnique Hauts-de-France - Site de Maubeuge, Collège Guillaume Budé, Centre hospitalier de Maubeuge, Polyclinique du Parc.              | | | | | | | | |
| 21    | Autre : - Amplitude horaire et fréquence : - du lundi au vendredi en période scolaire : de 5 h 40 à 20 h 10 avec un passage toutes les 60 minutes. - samedis et du lundi au vendredi durant les vacances scolaires : de 5 h 55 à 20 h 5 avec un passage toutes les 60 minutes. - Particularités : - La ligne est prolongée quelques fois par jour jusque Maubeuge uniquement du lundi au vendredi en période scolaire. - Date de dernière mise à jour : 31 décembre 2023. | | | | | | | | |
| 21    | Dernière actualisation : — | | | | | | | | |
| 24    | Leval – Mairie ⥋ Louvroil – Prés d'Herminy / Maubeuge – Lycée Pierre Forest | Leval – Mairie ⥋ Louvroil – Prés d'Herminy / Maubeuge – Lycée Pierre Forest                                                                          | Leval – Mairie ⥋ Louvroil – Prés d'Herminy / Maubeuge – Lycée Pierre Forest                                                                          | Leval – Mairie ⥋ Louvroil – Prés d'Herminy / Maubeuge – Lycée Pierre Forest                                                                          | Leval – Mairie ⥋ Louvroil – Prés d'Herminy / Maubeuge – Lycée Pierre Forest                                                                          | Leval – Mairie ⥋ Louvroil – Prés d'Herminy / Maubeuge – Lycée Pierre Forest                                                                          | Leval – Mairie ⥋ Louvroil – Prés d'Herminy / Maubeuge – Lycée Pierre Forest                                                                          | Leval – Mairie ⥋ Louvroil – Prés d'Herminy / Maubeuge – Lycée Pierre Forest                                                                          | Leval – Mairie ⥋ Louvroil – Prés d'Herminy / Maubeuge – Lycée Pierre Forest                                                                          |
| 24    | Ouverture / Fermeture — / — | Longueur — | Durée 45-65 min | Nb. d’arrêts 55 | Matériel Crossway LE | Jours de fonctionnement L, Ma, Me, J, V, S | Jour / Soir / Nuit / Fêtes O / N / N / N | Voy. / an — | Exploitant De Winter |
| 24    | Desserte : - Communes : Leval – Monceau-Saint-Waast – Aulnoye-Aymeries – Pont-sur-Sambre – Hargnies – Vieux-Mesnil – Boussières-sur-Sambre – Hautmont – Louvroil – Maubeuge - Principaux lieux desservis : Mairie de Leval, Mairie de Monceau-Saint-Waast, Gare d'Aulnoye-Aymeries, Lycée professionnel Pierre et Marie Curie, Collège Félix Del-Marle, Hôtel de ville d'Aulnoye-Aymeries, Mairie de Pont-sur-Sambre, Mairie de Vieux-Mesnil, Gare d'Hautmont, Hôtel de ville d'Hautmont, Zone commerciale d'Hautmont-Louvroil, Centre commercial du Val de Sambre, Lac du Paradis, Mairie de Louvroil, Gare de Maubeuge, Centre-ville de Maubeuge, Lycée Pierre Forest, Université polytechnique Hauts-de-France - Site de Maubeuge.                                           | | | | | | | | |
| 24    | Autre : - Amplitude horaire et fréquence : - du lundi au vendredi en période scolaire : de 6 h 25 à 19 h 10 avec un passage toutes les 60 minutes en heures de pointe et toutes les 120 minutes en heures creuses. - samedis et du lundi au vendredi durant les vacances scolaires : de 6 h 35 à 19 h 15 avec un passage toutes les 60 minutes en heures de pointe et toutes les 120 minutes en heures creuses. - Particularités : - La ligne est prolongée quelques fois par jour jusque Maubeuge uniquement du lundi au vendredi en période scolaire. - Date de dernière mise à jour : 31 décembre 2023. | | | | | | | | |
| 24    | Dernière actualisation : — | | | | | | | | |
| 55    | Maubeuge – Lycée Pierre Forest / Maubeuge – Pôle Gare ⥋ Jeumont – Pont Noir / Jeumont – Camp Turc | Maubeuge – Lycée Pierre Forest / Maubeuge – Pôle Gare ⥋ Jeumont – Pont Noir / Jeumont – Camp Turc                                                    | Maubeuge – Lycée Pierre Forest / Maubeuge – Pôle Gare ⥋ Jeumont – Pont Noir / Jeumont – Camp Turc                                                    | Maubeuge – Lycée Pierre Forest / Maubeuge – Pôle Gare ⥋ Jeumont – Pont Noir / Jeumont – Camp Turc                                                    | Maubeuge – Lycée Pierre Forest / Maubeuge – Pôle Gare ⥋ Jeumont – Pont Noir / Jeumont – Camp Turc                                                    | Maubeuge – Lycée Pierre Forest / Maubeuge – Pôle Gare ⥋ Jeumont – Pont Noir / Jeumont – Camp Turc                                                    | Maubeuge – Lycée Pierre Forest / Maubeuge – Pôle Gare ⥋ Jeumont – Pont Noir / Jeumont – Camp Turc                                                    | Maubeuge – Lycée Pierre Forest / Maubeuge – Pôle Gare ⥋ Jeumont – Pont Noir / Jeumont – Camp Turc                                                    | Maubeuge – Lycée Pierre Forest / Maubeuge – Pôle Gare ⥋ Jeumont – Pont Noir / Jeumont – Camp Turc                                                    |
| 55    | Ouverture / Fermeture 12 décembre 2008 / — | Longueur — | Durée 45-60 min | Nb. d’arrêts 58 | Matériel Crealis 12 Crealis 18 Crealis Neo 12 Crealis Neo 18 Urbanway 12 BHNS Urbanway 18 BHNS                                                       | Jours de fonctionnement L, Ma, Me, J, V, S | Jour / Soir / Nuit / Fêtes O / N / N / N | Voy. / an — | Exploitant SPLTISA |
| 55    | Desserte : - Communes : Maubeuge – Rousies – Assevent – Boussois – Recquignies – Marpent – Jeumont - Principaux lieux desservis : Lycée Pierre Forest, Université polytechnique Hauts-de-France - Site de Maubeuge, Gare de Maubeuge, Mairie de Rousies, Gare des Bons-Pères, Ouvrage de Boussois, Mairie de Boussois, Mairie de Recquignies, Gare de Recquignies, Mairie de Marpent, Gare de Jeumont, Mairie de Jeumont, Collège Eugène Thomas, Lycée professionnel Louis Armand, Collège Charles de Gaulle. | | | | | | | | |
| 55    | Autre : - Amplitude horaire et fréquence : - du lundi au vendredi en période scolaire : de 5 h 40 à 20 h 5 avec un passage toutes les 30 minutes en heures de pointe et toutes les 60 minutes en heures creuses. - samedis et du lundi au vendredi durant les vacances scolaires : de 5 h 40 à 20 h 15 avec un passage toutes les 60 minutes. - Particularités : - La ligne est prolongée jusque Maubeuge – Lycée Pierre Forest quelques fois par jour uniquement du lundi au vendredi en période scolaire. - Les arrêts République Jeumont, Stade Mathez, Hôpital Schweitzer, Collège Thomas, Lycée Louis Armand et Blanc Rat ne sont desservis qu'à certaines heures. - La desserte est complétée par la ligne 55 Express. - Date de dernière mise à jour : 31 décembre 2023. | | | | | | | | |
| 55    | Dernière actualisation : — | | | | | | | | |
| 55E   | 55 Express | 55 Express | 55 Express | 55 Express | 55 Express | 55 Express | 55 Express | 55 Express | 55 Express |
| 55E   | Maubeuge – Pôle Gare ⥋ Jeumont – Pont Noir / Jeumont – Camp Turc | | | | | | | | |
| 55E   | Ouverture / Fermeture 1er janvier 2018 / — | Longueur — | Durée 40 min | Nb. d’arrêts 40 | Matériel Crealis 12 Crealis Neo 12 Urbanway 12 BHNS                                                                                                  | Jours de fonctionnement L, Ma, Me, J, V, S | Jour / Soir / Nuit / Fêtes O / N / N / N | Voy. / an — | Exploitant SPLTISA |
| 55E   | Desserte : - Communes : Maubeuge – Rousies – Recquignies – Marpent – Jeumont - Principaux lieux desservis : Gare de Maubeuge, Mairie de Rousies, Mairie de Recquignies, Gare de Recquignies, Mairie de Marpent, Gare de Jeumont, Mairie de Jeumont, Collège Eugène Thomas, Lycée professionnel Louis Armand, Collège Charles de Gaulle. | | | | | | | | |
| 55E   | Autre : - Amplitude horaire et fréquence : - du lundi au vendredi en période scolaire : de 9 h 20 à 16 h 55 avec deux allers-retours. - samedis et du lundi au vendredi durant les vacances scolaires : de 9 h 30 à 16 h 50 avec deux allers-retours. - Particularités : - Les arrêts République Jeumont, Stade Mathez, Hôpital Schweitzer, Collège Thomas, Lycée Louis Armand et Blanc Rat ne sont desservis qu'à certaines heures. - La ligne complète la desserte de la ligne 55. - Date de dernière mise à jour : 31 décembre 2023. | | | | | | | | |
| 55E   | Dernière actualisation : — | | | | | | | | |
| 57    | Feignies – Léon Constant ⥋ Louvroil – Centre Commercial / Louvroil – Émeraude | Feignies – Léon Constant ⥋ Louvroil – Centre Commercial / Louvroil – Émeraude                                                                        | Feignies – Léon Constant ⥋ Louvroil – Centre Commercial / Louvroil – Émeraude                                                                        | Feignies – Léon Constant ⥋ Louvroil – Centre Commercial / Louvroil – Émeraude                                                                        | Feignies – Léon Constant ⥋ Louvroil – Centre Commercial / Louvroil – Émeraude                                                                        | Feignies – Léon Constant ⥋ Louvroil – Centre Commercial / Louvroil – Émeraude                                                                        | Feignies – Léon Constant ⥋ Louvroil – Centre Commercial / Louvroil – Émeraude                                                                        | Feignies – Léon Constant ⥋ Louvroil – Centre Commercial / Louvroil – Émeraude                                                                        | Feignies – Léon Constant ⥋ Louvroil – Centre Commercial / Louvroil – Émeraude                                                                        |
| 57    | Ouverture / Fermeture 12 décembre 2008 / — | Longueur — | Durée 30 min | Nb. d’arrêts 27 | Matériel Crealis 12 Crealis Neo 12 Urbanway 12 BHNS                                                                                                  | Jours de fonctionnement L, Ma, Me, J, V, S | Jour / Soir / Nuit / Fêtes O / N / N / N | Voy. / an — | Exploitant SPLTISA |
| 57    | Desserte : - Communes : Feignies – Neuf-Mesnil – Hautmont – Louvroil - Principaux lieux desservis : Mairie de Feignies, Zone industrielle Grévaux, Mairie de Neuf-Mesnil, Centre hospitalier d'Hautmont, Hôtel de ville d'Hautmont, Zone commerciale d'Hautmont-Louvroil, Centre commercial du Val de Sambre, Centre aquatique l'Émeraude. | | | | | | | | |
| 57    | Autre : - Amplitude horaire et fréquence : - du lundi au vendredi en période scolaire : de 7 h 15 à 19 h 15 avec un passage toutes les 60 minutes en heures de pointe et toutes les 80 minutes en heures creuses. - samedis et du lundi au vendredi durant les vacances scolaires : de 7 h 25 à 19 h 20 avec un passage toutes les 80 minutes. - Particularités : - La desserte de Louvroil – Émeraude n'est effectuée que quelques fois par jour. - Date de dernière mise à jour : 31 décembre 2023. | | | | | | | | |
| 57    | Dernière actualisation : — | | | | | | | | |

#### Ligne internationale
La ligne 41 est une ligne internationale reliant Maubeuge en France à Mons en Belgique. Elle est organisée de manière conjointe entre le SMTUS et la direction du TEC Hainaut. La tarification Stibus s'applique en France, la tarification TEC s'applique en Belgique et pour les trajets internationaux.
| Ligne | Caractéristiques | Caractéristiques                                                    | Caractéristiques                                                    | Caractéristiques                                                    | Caractéristiques                                                    | Caractéristiques                                                    | Caractéristiques                                                    | Caractéristiques                                                    | Caractéristiques                                                    |
| 41    | Maubeuge – Lycée Pierre Forest / Maubeuge – Pôle Gare ⥋ Mons – SNCB | Maubeuge – Lycée Pierre Forest / Maubeuge – Pôle Gare ⥋ Mons – SNCB | Maubeuge – Lycée Pierre Forest / Maubeuge – Pôle Gare ⥋ Mons – SNCB | Maubeuge – Lycée Pierre Forest / Maubeuge – Pôle Gare ⥋ Mons – SNCB | Maubeuge – Lycée Pierre Forest / Maubeuge – Pôle Gare ⥋ Mons – SNCB | Maubeuge – Lycée Pierre Forest / Maubeuge – Pôle Gare ⥋ Mons – SNCB | Maubeuge – Lycée Pierre Forest / Maubeuge – Pôle Gare ⥋ Mons – SNCB | Maubeuge – Lycée Pierre Forest / Maubeuge – Pôle Gare ⥋ Mons – SNCB | Maubeuge – Lycée Pierre Forest / Maubeuge – Pôle Gare ⥋ Mons – SNCB |
| ----- | --- | ------------------------------------------------------------------- | ------------------------------------------------------------------- | ------------------------------------------------------------------- | ------------------------------------------------------------------- | ------------------------------------------------------------------- | ------------------------------------------------------------------- | ------------------------------------------------------------------- | ------------------------------------------------------------------- |
| 41    | Ouverture / Fermeture — / — | Longueur —                                                          | Durée 55 min                                                        | Nb. d’arrêts 46                                                     | Matériel Evadys                                                     | Jours de fonctionnement L, Ma, Me, J, V, S                          | Jour / Soir / Nuit / Fêtes O / N / N / O                            | Voy. / an —                                                         | Exploitant De Winter Voyages Degrève                                |
| 41    | Desserte : - Communes : Maubeuge – Mairieux – Bettignies – Gognies-Chaussée – Gœgnies-Chaussée – Quévy – Harveng – Asquillies – Mesvin – Ciply – Hyon – Mons - Principaux lieux desservis : Lycée Pierre Forest, Université polytechnique Hauts-de-France - Site de Maubeuge, Gare de Maubeuge, Zoo de Maubeuge, Hôtel de ville de Maubeuge, Centre-ville de Maubeuge, Cimetière de Maubeuge centre, Collège Jules Verne, Mairie de Bettignies, Mairie de Gognies-Chaussée, Instituts Saint-Luc, Hôpital de Mons, Athénée royal Marguerite Bervoets, Prison de Mons, Gare de Mons. |                                                                     |                                                                     |                                                                     |                                                                     |                                                                     |                                                                     |                                                                     |                                                                     |
| 41    | Autre : - Amplitude horaire et fréquence : - du lundi au vendredi : de 6 h 45 à 19 h 20 avec cinq allers-retours - samedis : de 12 h 15 à 19 h 20 avec deux allers-retours. - Particularités : - La ligne ne circule pas durant les jours fériés sauf le 8 mai, le 14 juillet, le 21 juillet et le 27 septembre. - La desserte de Maubeuge – Lycée Pierre Forest n'est pas effectuée durant les vacances scolaires françaises. - Date de dernière mise à jour : 31 décembre 2023.                                                                                                  |                                                                     |                                                                     |                                                                     |                                                                     |                                                                     |                                                                     |                                                                     |                                                                     |
| 41    | Dernière actualisation : — |                                                                     |                                                                     |                                                                     |                                                                     |                                                                     |                                                                     |                                                                     |                                                                     |

#### Citadines
Les navettes « Citadine » assurent une desserte fine des centres-villes des communes d'Aulnoye-Aymeries, Hautmont, Jeumont et Maubeuge. Ces navettes permettent aux usagers de monter ou de descendre peu importe l'endroit sur le parcours en plus des arrêts fixes.
| Ligne | Caractéristiques | Caractéristiques                                                                   | Caractéristiques                                                                   | Caractéristiques                                                                   | Caractéristiques                                                                   | Caractéristiques                                                                   | Caractéristiques                                                                   | Caractéristiques                                                                   | Caractéristiques                                                                   |
| CTA   | Citadine d'Aulnoye-Aymeries | Citadine d'Aulnoye-Aymeries                                                        | Citadine d'Aulnoye-Aymeries                                                        | Citadine d'Aulnoye-Aymeries                                                        | Citadine d'Aulnoye-Aymeries                                                        | Citadine d'Aulnoye-Aymeries                                                        | Citadine d'Aulnoye-Aymeries                                                        | Citadine d'Aulnoye-Aymeries                                                        | Citadine d'Aulnoye-Aymeries                                                        |
| CTA   | (Circulaire) Aulnoye-Aymeries – Gare SNCF ⥋ via Coquelin, Hôtel de Ville d'Aulnoye | (Circulaire) Aulnoye-Aymeries – Gare SNCF ⥋ via Coquelin, Hôtel de Ville d'Aulnoye | (Circulaire) Aulnoye-Aymeries – Gare SNCF ⥋ via Coquelin, Hôtel de Ville d'Aulnoye | (Circulaire) Aulnoye-Aymeries – Gare SNCF ⥋ via Coquelin, Hôtel de Ville d'Aulnoye | (Circulaire) Aulnoye-Aymeries – Gare SNCF ⥋ via Coquelin, Hôtel de Ville d'Aulnoye | (Circulaire) Aulnoye-Aymeries – Gare SNCF ⥋ via Coquelin, Hôtel de Ville d'Aulnoye | (Circulaire) Aulnoye-Aymeries – Gare SNCF ⥋ via Coquelin, Hôtel de Ville d'Aulnoye | (Circulaire) Aulnoye-Aymeries – Gare SNCF ⥋ via Coquelin, Hôtel de Ville d'Aulnoye | (Circulaire) Aulnoye-Aymeries – Gare SNCF ⥋ via Coquelin, Hôtel de Ville d'Aulnoye |
| ----- | --- | ---------------------------------------------------------------------------------- | ---------------------------------------------------------------------------------- | ---------------------------------------------------------------------------------- | ---------------------------------------------------------------------------------- | ---------------------------------------------------------------------------------- | ---------------------------------------------------------------------------------- | ---------------------------------------------------------------------------------- | ---------------------------------------------------------------------------------- |
| CTA   | Ouverture / Fermeture 1er janvier 2018 / — | Longueur —                                                                         | Durée 25 min                                                                       | Nb. d’arrêts 18                                                                    | Matériel —                                                                         | Jours de fonctionnement L, Ma, Me, J, V, S                                         | Jour / Soir / Nuit / Fêtes O / N / N / N                                           | Voy. / an —                                                                        | Exploitant De Winter                                                               |
| CTA   | Desserte : - Commune : Aulnoye-Aymeries - Principaux lieux desservis : Gare d'Aulnoye-Aymeries, Piscine L'Aiguade, Hôtel de ville d'Aulnoye-Aymeries.                                                             |                                                                                    |                                                                                    |                                                                                    |                                                                                    |                                                                                    |                                                                                    |                                                                                    |                                                                                    |
| CTA   | Autre : - Amplitude horaire et fréquence : - du lundi au samedi : de 7 h 0 à 19 h 55 avec un passage toutes les 30 minutes. - Date de dernière mise à jour : 31 décembre 2023.                                    |                                                                                    |                                                                                    |                                                                                    |                                                                                    |                                                                                    |                                                                                    |                                                                                    |                                                                                    |
| CTA   | Dernière actualisation : — |                                                                                    |                                                                                    |                                                                                    |                                                                                    |                                                                                    |                                                                                    |                                                                                    |                                                                                    |
| CTH   | Citadine de Hautmont | Citadine de Hautmont                                                               | Citadine de Hautmont                                                               | Citadine de Hautmont                                                               | Citadine de Hautmont                                                               | Citadine de Hautmont                                                               | Citadine de Hautmont                                                               | Citadine de Hautmont                                                               | Citadine de Hautmont                                                               |
| CTH   | (Circulaire) Hautmont – Hôtel de Ville ⥋ via Gambetta, Gare SNCF Hautmont, Bernaupré |                                                                                    |                                                                                    |                                                                                    |                                                                                    |                                                                                    |                                                                                    |                                                                                    |                                                                                    |
| CTH   | Ouverture / Fermeture 4 octobre 2021 / — | Longueur —                                                                         | Durée 25 min                                                                       | Nb. d’arrêts 8                                                                     | Matériel —                                                                         | Jours de fonctionnement L, Ma, Me, J, V                                            | Jour / Soir / Nuit / Fêtes O / N / N / N                                           | Voy. / an —                                                                        | Exploitant SPLTISA                                                                 |
| CTH   | Desserte : - Commune : Hautmont - Principaux lieux desservis : Hôtel de ville d'Hautmont, Centre hospitalier d'Hautmont, Gare d'Hautmont, Collège Antoine de Saint-Exupéry, Zone commerciale d'Hautmont-Louvroil. |                                                                                    |                                                                                    |                                                                                    |                                                                                    |                                                                                    |                                                                                    |                                                                                    |                                                                                    |
| CTH   | Autre : - Amplitude horaire et fréquence : - du lundi au vendredi : de 8 h 0 à 18 h 25 avec un passage toutes les 30 minutes. - Date de dernière mise à jour : 31 décembre 2023.                                  |                                                                                    |                                                                                    |                                                                                    |                                                                                    |                                                                                    |                                                                                    |                                                                                    |                                                                                    |
| CTH   | Dernière actualisation : — |                                                                                    |                                                                                    |                                                                                    |                                                                                    |                                                                                    |                                                                                    |                                                                                    |                                                                                    |
| CTJ   | Citadine de Jeumont | Citadine de Jeumont                                                                | Citadine de Jeumont                                                                | Citadine de Jeumont                                                                | Citadine de Jeumont                                                                | Citadine de Jeumont                                                                | Citadine de Jeumont                                                                | Citadine de Jeumont                                                                | Citadine de Jeumont                                                                |
| CTJ   | (Circulaire) Jeumont – Parvis Gare Jeumont ⥋ via République Jeumont, Lycée Louis Armand, Cimetière Jeumont, Camp Turc, Pont Noir                                                                                  |                                                                                    |                                                                                    |                                                                                    |                                                                                    |                                                                                    |                                                                                    |                                                                                    |                                                                                    |
| CTJ   | Ouverture / Fermeture 4 février 2019 / — | Longueur —                                                                         | Durée 45 min                                                                       | Nb. d’arrêts 15                                                                    | Matériel —                                                                         | Jours de fonctionnement L, Ma, Me, J, V, S                                         | Jour / Soir / Nuit / Fêtes O / N / N / N                                           | Voy. / an —                                                                        | Exploitant SPLTISA                                                                 |
| CTJ   | Desserte : - Commune : Jeumont - Principaux lieux desservis : Gare de Jeumont, Mairie de Jeumont, Stade Mathez, Lycée professionnel Louis Armand, Cimetière de Jeumont, Collège Charles de Gaulle.                |                                                                                    |                                                                                    |                                                                                    |                                                                                    |                                                                                    |                                                                                    |                                                                                    |                                                                                    |
| CTJ   | Autre : - Amplitude horaire et fréquence : - du lundi au samedi : de 7 h 0 à 18 h 45 avec un passage toutes les 60 minutes. - Date de dernière mise à jour : 31 décembre 2023.                                    |                                                                                    |                                                                                    |                                                                                    |                                                                                    |                                                                                    |                                                                                    |                                                                                    |                                                                                    |
| CTJ   | Dernière actualisation : — |                                                                                    |                                                                                    |                                                                                    |                                                                                    |                                                                                    |                                                                                    |                                                                                    |                                                                                    |
| CTM   | Citadine de Maubeuge | Citadine de Maubeuge                                                               | Citadine de Maubeuge                                                               | Citadine de Maubeuge                                                               | Citadine de Maubeuge                                                               | Citadine de Maubeuge                                                               | Citadine de Maubeuge                                                               | Citadine de Maubeuge                                                               | Citadine de Maubeuge                                                               |
| CTM   | (Circulaire) Maubeuge – Pôle Gare ⥋ via Fournier, Hôtel de Ville, Hôpital Pasteur, Léo Lagrange |                                                                                    |                                                                                    |                                                                                    |                                                                                    |                                                                                    |                                                                                    |                                                                                    |                                                                                    |
| CTM   | Ouverture / Fermeture mars 2008 / — | Longueur —                                                                         | Durée 25 min                                                                       | Nb. d’arrêts 8                                                                     | Matériel —                                                                         | Jours de fonctionnement L, Ma, Me, J, V, S                                         | Jour / Soir / Nuit / Fêtes O / N / N / N                                           | Voy. / an —                                                                        | Exploitant SPLTISA                                                                 |
| CTM   | Desserte : - Commune : Maubeuge - Principaux lieux desservis : Gare de Maubeuge, Centre-ville de Maubeuge, Hôtel de ville de Maubeuge, Zoo de Maubeuge, Stade Léo Lagrange.                                       |                                                                                    |                                                                                    |                                                                                    |                                                                                    |                                                                                    |                                                                                    |                                                                                    |                                                                                    |
| CTM   | Autre : - Amplitude horaire et fréquence : - du lundi au samedi : de 7 h 0 à 20 h 25 avec un passage toutes les 30 minutes. - Date de dernière mise à jour : 31 décembre 2023.                                    |                                                                                    |                                                                                    |                                                                                    |                                                                                    |                                                                                    |                                                                                    |                                                                                    |                                                                                    |
| CTM   | Dernière actualisation : — |                                                                                    |                                                                                    |                                                                                    |                                                                                    |                                                                                    |                                                                                    |                                                                                    |                                                                                    |

#### Lignes dominicales
Le réseau dominical est composé de quatre lignes. La ligne 61 emprunte le site propre du projet Viavil.
| Ligne | Caractéristiques | Caractéristiques                                           | Caractéristiques                                           | Caractéristiques                                           | Caractéristiques                                           | Caractéristiques                                           | Caractéristiques                                           | Caractéristiques                                           | Caractéristiques                                           |
| 61    | Berlaimont – Vert Dragon ⥋ Jeumont – Camp Turc | Berlaimont – Vert Dragon ⥋ Jeumont – Camp Turc             | Berlaimont – Vert Dragon ⥋ Jeumont – Camp Turc             | Berlaimont – Vert Dragon ⥋ Jeumont – Camp Turc             | Berlaimont – Vert Dragon ⥋ Jeumont – Camp Turc             | Berlaimont – Vert Dragon ⥋ Jeumont – Camp Turc             | Berlaimont – Vert Dragon ⥋ Jeumont – Camp Turc             | Berlaimont – Vert Dragon ⥋ Jeumont – Camp Turc             | Berlaimont – Vert Dragon ⥋ Jeumont – Camp Turc             |
| ----- | --- | ---------------------------------------------------------- | ---------------------------------------------------------- | ---------------------------------------------------------- | ---------------------------------------------------------- | ---------------------------------------------------------- | ---------------------------------------------------------- | ---------------------------------------------------------- | ---------------------------------------------------------- |
| 61    | Ouverture / Fermeture 12 décembre 2008 / — | Longueur —                                                 | Durée 60-70 min                                            | Nb. d’arrêts 59                                            | Matériel Crealis 12 Crealis Neo 12 Urbanway 12 BHNS        | Jours de fonctionnement D                                  | Jour / Soir / Nuit / Fêtes O / N / N / O                   | Voy. / an —                                                | Exploitant SPLTISA                                         |
| 61    | Desserte : - Communes : Berlaimont – Aulnoye-Aymeries – Bachant – Saint-Remy-du-Nord – Hautmont – Louvroil – Maubeuge – Assevent – Boussois – Marpent – Jeumont - Principaux lieux desservis : Cimetière de Berlaimont, Mairie de Berlaimont, Hôtel de ville d'Aulnoye-Aymeries, Gare d'Aulnoye-Aymeries, Mairie de Bachant, Mairie de Saint-Remy-du-Nord, Hôtel de ville d'Hautmont, Cimetière d'Hautmont, Zone commerciale d'Hautmont-Louvroil, Centre commercial Val de Sambre, Lac de Paradis, Stade Leclerc, Centre aquatique l'Émeraude, Quartier de Sous-le-Bois, Gare de Louvroil, Gare de Maubeuge, Centre-ville de Maubeuge, Centre hospitalier de Maubeuge, Polyclinique du Parc, Centre pénitentiaire de Maubeuge, Mairie d'Assevent, Mairie de Boussois, Mairie de Marpent, Gare de Jeumont, Mairie de Jeumont. |                                                            |                                                            |                                                            |                                                            |                                                            |                                                            |                                                            |                                                            |
| 61    | Autre : - Amplitude horaire et fréquence : - dimanches et jours fériés : de 7 h 50 à 19 h 50 avec un passage toutes les 70 minutes. - Date de dernière mise à jour : 31 décembre 2023. |                                                            |                                                            |                                                            |                                                            |                                                            |                                                            |                                                            |                                                            |
| 61    | Dernière actualisation : — |                                                            |                                                            |                                                            |                                                            |                                                            |                                                            |                                                            |                                                            |
| 62    | Hautmont – Îlot Saint-Pierre ⥋ Ferrière-la-Petite – Mairie | Hautmont – Îlot Saint-Pierre ⥋ Ferrière-la-Petite – Mairie | Hautmont – Îlot Saint-Pierre ⥋ Ferrière-la-Petite – Mairie | Hautmont – Îlot Saint-Pierre ⥋ Ferrière-la-Petite – Mairie | Hautmont – Îlot Saint-Pierre ⥋ Ferrière-la-Petite – Mairie | Hautmont – Îlot Saint-Pierre ⥋ Ferrière-la-Petite – Mairie | Hautmont – Îlot Saint-Pierre ⥋ Ferrière-la-Petite – Mairie | Hautmont – Îlot Saint-Pierre ⥋ Ferrière-la-Petite – Mairie | Hautmont – Îlot Saint-Pierre ⥋ Ferrière-la-Petite – Mairie |
| 62    | Ouverture / Fermeture 12 décembre 2008 / — | Longueur —                                                 | Durée 35 min                                               | Nb. d’arrêts 36                                            | Matériel Crealis 12 Crealis Neo 12 Urbanway 12 BHNS        | Jours de fonctionnement D                                  | Jour / Soir / Nuit / Fêtes O / N / N / O                   | Voy. / an —                                                | Exploitant SPLTISA                                         |
| 62    | Desserte : - Communes : Hautmont – Neuf-Mesnil – Maubeuge – Rousies – Ferrière-la-Grande – Ferrière-la-Petite - Principaux lieux desservis : Hôtel de ville d'Hautmont, Centre hospitalier d'Hautmont, Mairie de Neuf-Mesnil, Quartier de Douzies, Gare de Maubeuge, Mairie de Ferrière-la-Grande, Mairie de Ferrière-la-Petite. |                                                            |                                                            |                                                            |                                                            |                                                            |                                                            |                                                            |                                                            |
| 62    | Autre : - Amplitude horaire et fréquence : - dimanches et jours fériés : de 8 h 40 à 19 h 40 avec un passage toutes les 70 minutes. - Date de dernière mise à jour : 31 décembre 2023. |                                                            |                                                            |                                                            |                                                            |                                                            |                                                            |                                                            |                                                            |
| 62    | Dernière actualisation : — |                                                            |                                                            |                                                            |                                                            |                                                            |                                                            |                                                            |                                                            |
| 63    | Feignies – Léon Constant ⥋ Hautmont – Piscine | Feignies – Léon Constant ⥋ Hautmont – Piscine              | Feignies – Léon Constant ⥋ Hautmont – Piscine              | Feignies – Léon Constant ⥋ Hautmont – Piscine              | Feignies – Léon Constant ⥋ Hautmont – Piscine              | Feignies – Léon Constant ⥋ Hautmont – Piscine              | Feignies – Léon Constant ⥋ Hautmont – Piscine              | Feignies – Léon Constant ⥋ Hautmont – Piscine              | Feignies – Léon Constant ⥋ Hautmont – Piscine              |
| 63    | Ouverture / Fermeture 12 décembre 2008 / — | Longueur —                                                 | Durée 50 min                                               | Nb. d’arrêts 42                                            | Matériel —                                                 | Jours de fonctionnement D                                  | Jour / Soir / Nuit / Fêtes O / N / N / O                   | Voy. / an —                                                | Exploitant De Winter                                       |
| 63    | Desserte : - Communes : Feignies – Maubeuge – Louvroil – Hautmont - Principaux lieux desservis : Mairie de Feignies, Musée du Fort de Leveau, Centre-ville de Maubeuge, Hôtel de ville de Maubeuge, Zoo de Maubeuge, Gare de Maubeuge, Mairie de Louvroil, Lac du Paradis, Zone commerciale d'Hautmont-Louvroil, Centre commercial du Val de Sambre, Hôtel de ville d'Hautmont. |                                                            |                                                            |                                                            |                                                            |                                                            |                                                            |                                                            |                                                            |
| 63    | Autre : - Amplitude horaire et fréquence : - dimanches et jours fériés : de 8 h 30 à 19 h 45 avec un passage toutes les 70 minutes. - Date de dernière mise à jour : 31 décembre 2023. |                                                            |                                                            |                                                            |                                                            |                                                            |                                                            |                                                            |                                                            |
| 63    | Dernière actualisation : — |                                                            |                                                            |                                                            |                                                            |                                                            |                                                            |                                                            |                                                            |
| 64    | Louvroil – Prés d'Herminy ⥋ Boussois – Cité des Fleurs | Louvroil – Prés d'Herminy ⥋ Boussois – Cité des Fleurs     | Louvroil – Prés d'Herminy ⥋ Boussois – Cité des Fleurs     | Louvroil – Prés d'Herminy ⥋ Boussois – Cité des Fleurs     | Louvroil – Prés d'Herminy ⥋ Boussois – Cité des Fleurs     | Louvroil – Prés d'Herminy ⥋ Boussois – Cité des Fleurs     | Louvroil – Prés d'Herminy ⥋ Boussois – Cité des Fleurs     | Louvroil – Prés d'Herminy ⥋ Boussois – Cité des Fleurs     | Louvroil – Prés d'Herminy ⥋ Boussois – Cité des Fleurs     |
| 64    | Ouverture / Fermeture 12 décembre 2008 / — | Longueur —                                                 | Durée 45 min                                               | Nb. d’arrêts 44                                            | Matériel —                                                 | Jours de fonctionnement D                                  | Jour / Soir / Nuit / Fêtes O / N / N / O                   | Voy. / an —                                                | Exploitant De Winter                                       |
| 64    | Desserte : - Communes : Louvroil – Hautmont – Neuf-Mesnil – Maubeuge – Rousies – Recquignies – Boussois - Principaux lieux desservis : Zone commerciale d'Hautmont-Louvroil, Centre commercial du Val de Sambre, Hôtel de ville d'Hautmont, Centre hospitalier d'Hautmont, Gare de Sous-le-Bois, Quartier de Sous-le-Bois, Quartier de Douzies, Gare de Maubeuge, Mairie de Rousies, Mairie de Recquignies, Gare de Recquignies, Mairie de Boussois. |                                                            |                                                            |                                                            |                                                            |                                                            |                                                            |                                                            |                                                            |
| 64    | Autre : - Amplitude horaire et fréquence : - dimanches et jours fériés : de 8 h 35 à 19 h 45 avec un passage toutes les 70 minutes. - Date de dernière mise à jour : 31 décembre 2023. |                                                            |                                                            |                                                            |                                                            |                                                            |                                                            |                                                            |                                                            |
| 64    | Dernière actualisation : — |                                                            |                                                            |                                                            |                                                            |                                                            |                                                            |                                                            |                                                            |

#### Transport à la demande
Un service de transport à la demande sur réservation téléphonique baptisé « Filobus » est proposé du lundi au samedi sur les communes d'Aulnoye-Aymeries, Berlaimont, Leval, Monceau-Saint-Waast et Pont-sur-Sambre. Il s'étend le 3 janvier 2017 aux communes de d’Élesmes, Éclaibes, Limont-Fontaine et Quiévelon et le 2 janvier 2018, les communes de La Longueville, Sassegnies, Noyelles-sur-Sambre, Saint-Rémy-Chaussée, Hargnies, Vieux-Mesnil et Bachant, Colleret, Cousolre, Bousignies-sur-Roc, Aibes, Vieux-Reng, Villers-Sire-Nicole, Mairieux, Bersillies et de Cerfontaine viennent s'ajouter au dispositif. Ses horaires sont étendus de 8 h 30 à 18 h 0.

## Anciennes lignes

### Réseau en 2004
En 2004, le réseau est composé de 15 lignes régulières circulant du lundi au samedi et de 6 lignes dominicales.

#### Lignes régulières
| No | Parcours | Exploitant                  |
| -- | --- | --------------------------- |
| 1  | Hautmont – Queue du Bois ↔ Maubeuge – Roosevelt ↔ Jeumont – LEP Armand | SEMITIB                     |
| 2  | Maubeuge – Gare ↔ Assevent ↔ Boussois ↔ Recquignies ↔ Marpent ↔ Jeumont – Camp Turc                                                                                            | SEMITIB                     |
| 3  | Hautmont – Piscine / Hautmont – Hôtel de Ville ↔ Louvroil ↔ Maubeuge – Roosevelt ↔ Assevent ↔ Boussois ↔ Marpent ↔ Jeumont – Camp Turc / Erquelinnes – Lycée d'État            | SEMITIB                     |
| 8  | Maubeuge – Petite Savate ↔ Maubeuge – Gare ↔ Louvroil ↔ Hautmont – Valéry | SEMITIB                     |
| 10 | Hautmont – Queue du Bois ↔ Neuf-Mesnil ↔ Sous-le-Bois ↔ Maubeuge – Clinique Val de Sambre                                                                                      | SEMITIB                     |
| 11 | Hautmont – Hôtel de Ville ↔ Neuf-Mesnil ↔ Douzies ↔ Maubeuge – Roosevelt ↔ Maubeuge – Gare ↔ Rousies ↔ Assevent ↔ Boussois – Les Platanes                                      | SEMITIB                     |
| 12 | Feignies – Léon Constant / Feignies – Cypréaux ↔ Maubeuge – Roosevelt ↔ Maubeuge – Gare ↔ Ferrière-la-Grande – Place Kléber / Ferrière-la-Petite – Mairie / Obrechies – Moulin | SEMITIB                     |
| 21 | Berlaimont – Vert Dragon ↔ Aulnoye-Aymeries ↔ Bachant ↔ Saint-Remy-du-Nord ↔ Hautmont ↔ Louvroil ↔ Maubeuge – Fournier                                                         | SEMITIB                     |
| 23 | Aulnoye-Aymeries – Dunant ↔ Bachant – Mairie ↔ Saint-Remy-du-Nord ↔ Hautmont ↔ Louvroil ↔ Maubeuge – Lycée Pierre Forest                                                       | SEMITIB, Affrétés           |
| 24 | Monceau-Saint-Waast ↔ Leval ↔ Aulnoye-Aymeries ↔ Pont-sur-Sambre ↔ Hargnies ↔ Vieux-Mesnil ↔ Boussières-sur-Sambre ↔ Hautmont ↔ Louvroil ↔ Maubeuge – Lycée Pierre Forest      | Affrétés                    |
| 31 | Maubeuge – Gare ↔ Élesmes – Mairie | De Winter                   |
| 32 | Maubeuge – Gare ↔ Rousies ↔ Cerfontaine ↔ Colleret – 4 Bras | De Winter                   |
| 33 | Jeumont – LEP Armand ↔ Colleret – École | De Winter                   |
| 40 | Maubeuge – Gare ↔ Feignies – Croix Mesnil / Feignies – Léon Constant | SEMITIB, Cars Valenciennois |
| 43 | Louvroil – Centre Commercial ↔ Hautmont ↔ Limont-Fontaine ↔ Éclaibes – Mairie                                                                                                  | De Winter                   |

#### Lignes dominicales
| No | Parcours | Exploitant |
| -- | --- | ---------- |
| A  | Hautmont – Piscine ↔ Louvroil ↔ Maubeuge – Roosevelt ↔ Assevent ↔ Boussois ↔ Marpent ↔ Jeumont – Pont Noir                                    | SEMITIB    |
| B  | Maubeuge – Clinique du Val de Sambre ↔ Maubeuge – Roosevelt ↔ Hautmont – Hôtel de Ville                                                       | SEMITIB    |
| C  | Hautmont – Hôtel de Ville ↔ Saint-Remy-du-Nord ↔ Bachant ↔ Aulnoye-Aymeries ↔ Berlaimont – Vert Dragon                                        | Affrétés   |
| D  | Feignies – Léon Constant ↔ Maubeuge – Roosevelt ↔ Hautmont – Hôtel de Ville                                                                   | SEMITIB    |
| E  | Ferrière-la-Petite – Mairie ↔ Ferrière-la-Grande ↔ Rousies ↔ Maubeuge – Gare ↔ Maubeuge – Roosevelt ↔ Neuf-Mesnil ↔ Hautmont – Hôtel de Ville | Affrétés   |
| F  | Boussois – Mairie ↔ Recquignies ↔ Marpent ↔ Jeumont – Camp Turc                                                                               | Affrétés   |

### Réseau en décembre 2008
En décembre 2008, le réseau est composé de 17 lignes régulières circulant du lundi au samedi et de 4 lignes dominicales.

#### Lignes régulières
| No | Parcours | Exploitant         | Équivalent de ligne actuelle |
| -- | --- | ------------------ | ---------------------------- |
| 51 | Hautmont – Piscine / Hautmont – Queue du Bois ↔ Maubeuge – Polyclinique / Jeumont – Camp Turc / Erquelinnes – Lycée d'État           | SEMITIB            | Ligne A                      |
| 52 | Feignies – Z.I. Grévaux / Maubeuge – Épinette ↔ Ferrière-la-Grande – Place Kléber / Ferrière-la-Petite – Mairie / Obrechies – Moulin | SEMITIB            | Ligne D + Ligne 10           |
| 53 | Maubeuge – Clinique du Val de Sambre ↔ Louvroil – Centre Commercial                                                                  | SEMITIB            | Ligne C                      |
| 54 | Maubeuge – Gare Routière ↔ Hautmont – Îlot Saint-Pierre                                                                              | SEMITIB            | Ligne A réduite              |
| 55 | Maubeuge – Gare Routière ↔ Jeumont – Camp Turc                                                                                       | SEMITIB            | Ligne A réduite              |
| 56 | Maubeuge – Lycée Pierre Forest ↔ Hautmont – Îlot Saint-Pierre                                                                        | SEMITIB            | Ligne A réduite              |
| 57 | Feignies – Léon Constant ↔ Louvroil – Centre Commercial                                                                              | Segetem            | Ligne D                      |
| 58 | Maubeuge – Gare Routière ↔ Feignies – Léon Constant                                                                                  | SEMITIB            | Ligne D réduite              |
| 60 | Navette du centre-ville de Maubeuge                                                                                                  | SEMITIB            | CTM (Citadine Maubeuge)      |
| 21 | Berlaimont – Vert Dragon ↔ Louvroil – Prés d'Herminy / Maubeuge – Gare / Maubeuge – Polyclinique                                     | SEMITIB            | Ligne 21                     |
| 23 | Aulnoye-Aymeries – Dunant ↔ Louvroil – Prés d'Herminy                                                                                | De Winter          |                              |
| 24 | Leval – Mairie ↔ Louvroil – Prés d'Herminy                                                                                           | De Winter          |                              |
| 31 | Maubeuge – Gare Routière ↔ Élesmes – Mairie                                                                                          | De Winter          |                              |
| 32 | Maubeuge – Gare ↔ Colleret – Quatre Bras                                                                                             | De Winter          |                              |
| 33 | Jeumont – Place de la République ↔ Colleret – École                                                                                  | De Winter          |                              |
| 40 | Maubeuge – Gare ↔ Feignies – Croix Mesnil                                                                                            | Cars Valenciennois |                              |
| 43 | Louvroil – Centre Commercial ↔ Éclaibes – Mairie                                                                                     | De Winter          |                              |

#### Lignes dominicales
| No | Parcours                                                                            | Exploitant         |
| -- | ----------------------------------------------------------------------------------- | ------------------ |
| 61 | Berlaimont – Vert Dragon ↔ Maubeuge – Gare SNCF ↔ Jeumont – Camp Turc               | SEMITIB            |
| 62 | Hautmont – Îlot Saint-Pierre ↔ Maubeuge – Gare Europe ↔ Ferrière-la-Petite – Mairie | SEMITIB / DeWinter |
| 63 | Hautmont – Piscine ↔ Maubeuge – Gare Europe ↔ Feignies – Léon Constant              | SEMITIB / DeWinter |
| 64 | Louvroil – Prés d'Herminy ↔ Maubeuge – Gare Europe ↔ Boussois – Cité des Fleurs     | SEMITIB / DeWinter |

## Exploitation

### État de parc

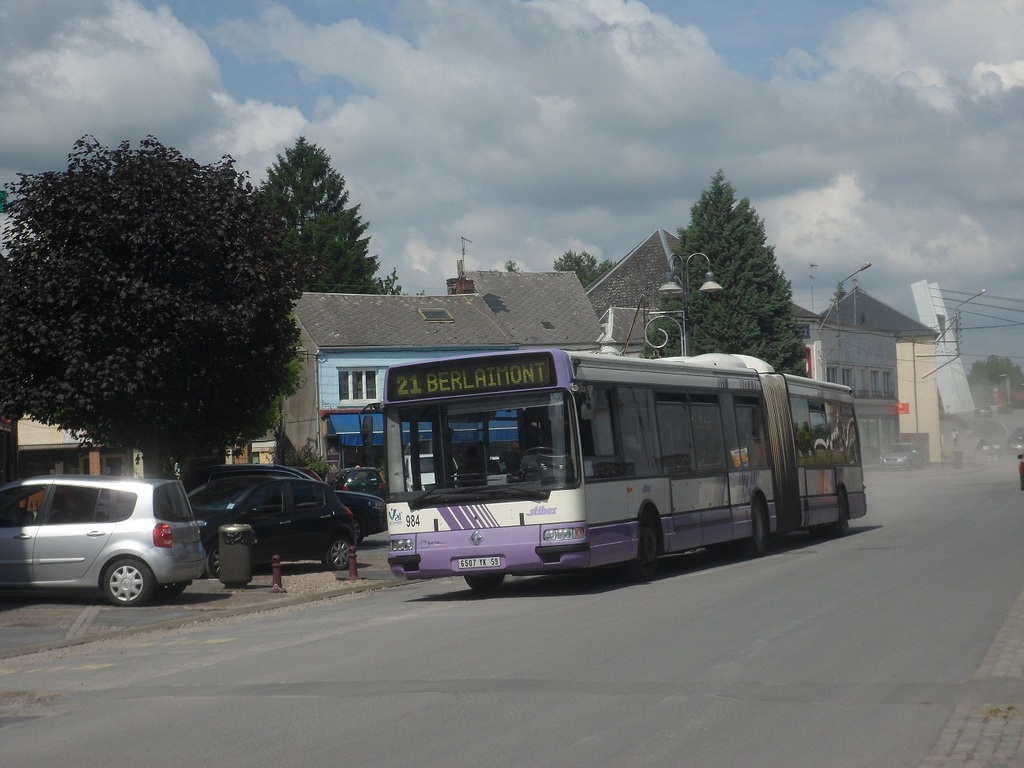
Un Agora L sur la ligne 21 à Aulnoye-Aymeries.

En avril 2024, le parc de véhicules est constitué de :
- 20 Irisbus Crealis 12 (nos 100, 101 et 800 à 817) ;
- 4 Irisbus Crealis 18 (nos 102, 103, 818 et 819) ;
- 11 Irisbus Crealis Neo 12 (nos 1100 à 1110) ;
- 4 Irisbus Crealis Neo 18 (nos 1111 à 1114) ;
- 13 Iveco Bus Urbanway 12 BHNS (nos 180, 181, 190, 191, 201, 220 à 223 et 230 à 233) ;
- 1 Iveco Bus Urbanway 18 BHNS (no 200) ;
- 3 Iveco Bus Urbanway 12 Mild-Hybrid BHNS (nos 240 à 242)[15] ;
- quelques minibus pour les lignes Citadine.

Le parc de véhicules était autrefois constitué de Renault PR 100, Renault PR 180, Renault PR 100.2, Renault PR 180.2, Renault R312, Renault PR 118, Renault Agora S, Renault Agora L, Irisbus Agora S et d'Irisbus Citelis 12. Des Gépébus Oréos 22E circulait sur la navette du centre-ville de Maubeuge.
La numérotation des bus de chez Stibus dépend de l'année de déploiement et le numéro d'arrivée du bus dans l'année. Les 2 premiers chiffres sont celui de l'année et le(s) dernier(s) sont celui de l'ordre d'arrivée du bus. Un bus numéroté 1100 sera donc le 1er bus de 2011, tandis qu'un bus numéroté 233 sera le 4e bus de 2023. 

### Dépôt

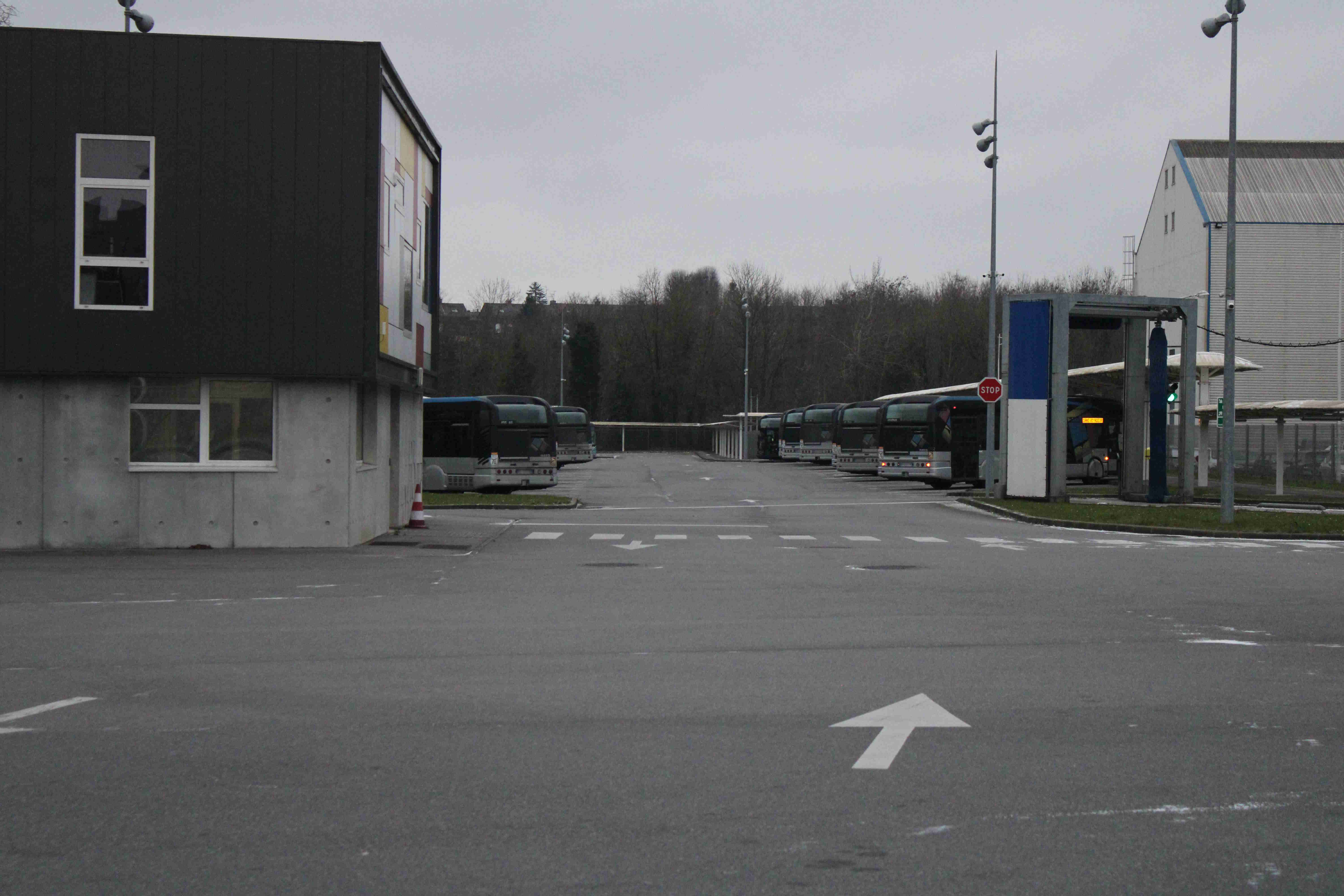
Le dépôt Stibus à Louvroil en 2024.

Les véhicules exploités par la SPLTISA sont stationnés et entretenus dans le dépôt de Louvroil ouvert en 2017. Ce dépôt dispose d'une aire de stationnement pour les bus, d'un atelier et de locaux administratifs. Auparavant le dépôt était situé à proximité de la gare de Maubeuge.

## Tarification
Il existe deux sortes de titres de transport pour voyager : les tickets et les cartes.
Contrairement aux tickets, les cartes ne peuvent être achetées auprès des conducteurs. Une agence commerciale est à disposition pour tous renseignements.
| Titre                            | Description | Tarification |
| -------------------------------- | --- | ------------ |
| Ticket classique                 | Accessible à tous. Valable pour un trajet ou une correspondance dans l'heure.                                                                                        | 1,30 €       |
| Ticket VDuo                      | Accessible à tous. Valable pour 2 trajets dans la même journée pour la même personne. Correspondance possible dans l'heure.                                          | 2 €          |
| Ticket Navette                   | Accessible à tous. Nécessaire pour emprunter les navettes de Maubeuge, de Hautmont et d'Aulnoye-Aymeries.                                                            | 0,50 €       |
| Ticket Filobus                   | Accessible à tous. Valable uniquement pour les services Filobus. (transport à la demande). Inscription par téléphone ou en agence obligatoire.                       | 1,30 €       |
| Carnet de 10 tickets             | Accessible à tous. Chaque ticket reprend le principe du ticket classique.                                                                                            | 11 €         |
| Carnet de 10 tickets (réduction) | Chaque ticket reprend le principe du ticket classique. Réservé aux familles de 3 enfants et plus. (Photocopie complète du livret de famille + photo par ayant-droit) | 8,30 €       |